# 不来方橋

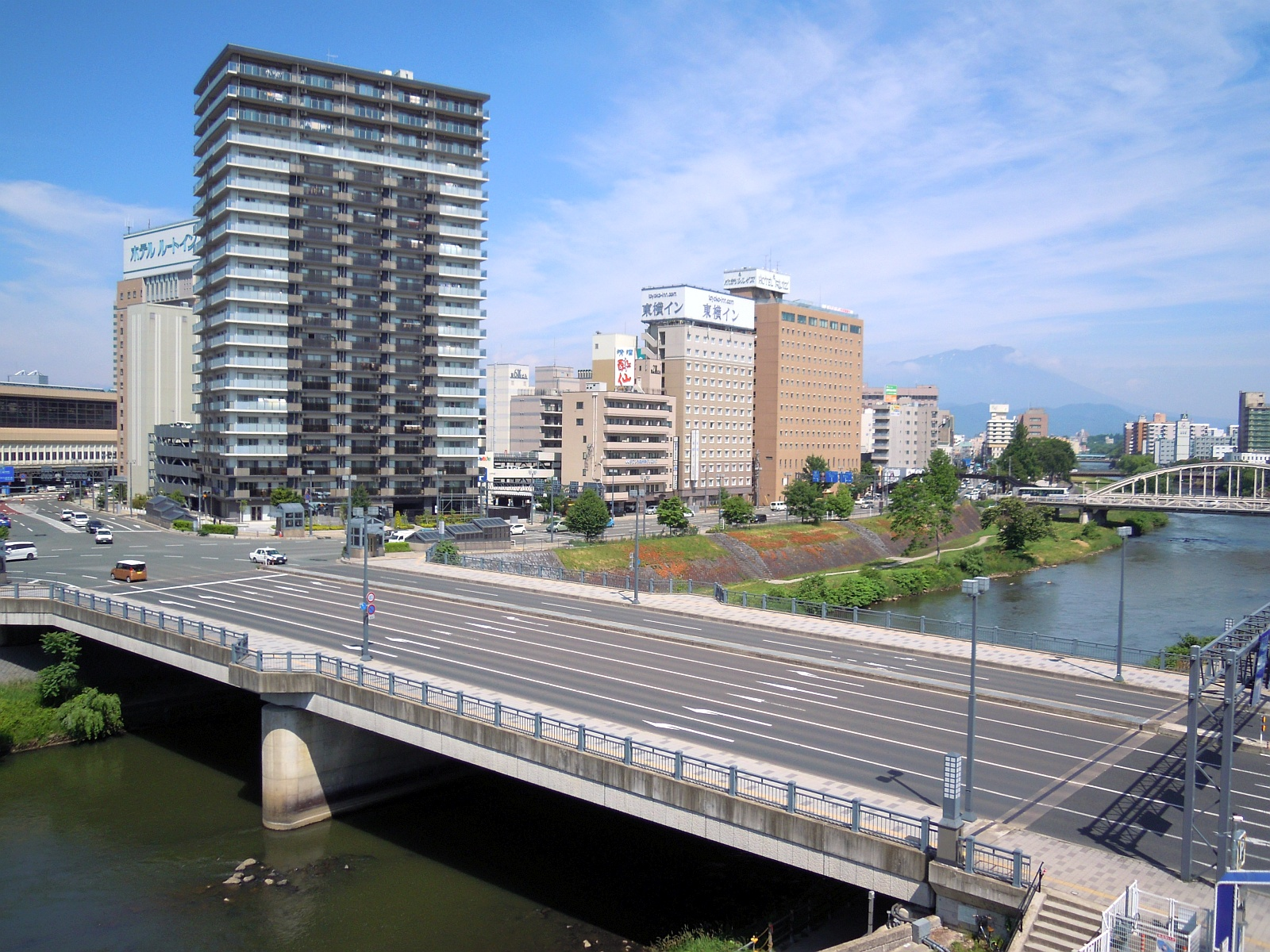
不来方橋を左岸下流側から。左奥に見える横長の建物は盛岡駅。右奥に見える橋は開運橋。

不来方橋（こずかたばし）は、岩手県盛岡市にある道路橋梁で、北上川に架かる橋である。

## 区間
- 起点：盛岡市盛岡駅前通（盛岡市道開運橋向中野線との交点）
- 終点：盛岡市大沢川原三丁目（御厩橋北十字路）

## 概要
開運橋をはじめとする盛岡駅周辺の混雑緩和のため2006年3月に都市計画道路盛岡駅南大橋線の一部として開通。北上川に架かり、盛岡駅方向5車線・大沢川原方向2車線という盛岡市内の橋梁では最多の車線数を誇っている。
以前、当橋以東の道路は盛岡駅方向への西行き一方通行であるため不来方橋東十字路から下の橋方向へは行けなかったが、2011年12月1日から対面通行が可能となり、下の橋へ行けるようになった。